# Tanto il resto cambia
Tanto il resto cambia – singiel włoskiego piosenkarza Marco Mengoniego wydany w październiku 2011 roku i promujący debiutancki album studyjny artysty zatytułowany Solo 2.0.
Na początku listopada premierę miał oficjalny teledysk do utworu, którego reżyserem został Roberto Cinardi. Pod koniec miesiąca ukazała się druga wersja klipu.

## Lista utworów
Digital download
1. „Tanto il resto cambia” – 3:58